# 果日列
果日列（藏語：གུང་རུ་ལེགས།，威利转写：Gu ru legs，?—?），又译为古茹勒 ，《吐蕃王朝世系明鉴正法源流史》作瓜雀利、菇如蕾。按照藏族的传统他是吐蕃王朝第13任赞普，吐蕃王朝早期所谓中列六王之四。敦煌文书以他为中列六王之三。